# Lista jednoliterowych skrótów i symboli

## Alfabet łaciński

### A
- amper – jednostka natężenia prądu w układzie SI
- oznaczenie stałej A (Apéry'ego) – wartości funkcji dzeta Riemanna dla argumentu 3
- zbiór liczb algebraicznych, często oznaczany pogrubioną literą 𝔸
- skrót chemiczny alaniny – jednego z dwudziestu standardowych aminokwasów białkowych
- kod samochodowy Austrii zatwierdzony przez ONZ na mocy konwencji z roku 1949

### a
- nazwa dźwięku a w muzyce
- często stosowane oznaczenia na przyspieszenie, wielkość fizyczną
- atto – przedrostek SI oznaczający jedną trylionową (z duń. „atten”)
- często stosowane oznaczenie na długość boku wielokąta
- ar – jednostka powierzchni spoza układu SI

### Å
- angstrem – jednostka długości spoza układu SI

### B
- bel – jednostka miary wielkości ilorazowych
- symbol boru, pierwiastka chemicznego
- symbol koloru niebieskiego, jednej z barw modelu RGB (z ang. „blue”)
- nazwa języka programowania B
- często stosowane oznaczenie na indukcję pola magnetycznego, wielkość fizyczną
- często stosowane oznaczenie na susceptancję, wielkość fizyczną
- oznaczenie fizyczne na mezon B, cząstkę złożoną
- skrót chemiczny oznaczający „asparagina lub kwas asparaginowy” – wystąpienie jednego lub drugiego z dwudziestu standardowych aminokwasów białkowych
- kod samochodowy Belgii zatwierdzony przez ONZ na mocy konwencji z roku 1949
- oznaczenie Wielomianów Bernsteina (od pierwszej litery transkrypcji nazwiska ich pomysłodawcy – Siergieja Bernsteina), rzadziej oznaczane literą „Б”

### b
- nazwa dźwięku b w muzyce
- oznaczenie stałej b – stałej przesunięć Wiena
- oznaczenie fizyczne na kwark spodni (z ang. „bottom”), cząstkę elementarną
- barn – jednostka powierzchni spoza układu SI, wyrażano w nich wielkość przekroju czynnego

### C
- nazwa języka programowania C
- symbol koloru cyjanowego, jednej z barw modelu CMYK
- kulomb – jednostka pochodna układu SI, w której mierzy się ładunek elektryczny
- symbol węgla, pierwiastka chemicznego (z łac. „carbo”)
- zbiór liczb zespolonych (z łac. „complex”), często oznaczany pogrubioną literą ℂ
- oznaczenie skali Celsjusza, popularnej skali termometrycznej
- skrót chemiczny cysteiny – jednego z dwudziestu standardowych aminokwasów białkowych
- kod samochodowy Kuby zatwierdzony przez ONZ na mocy konwencji z roku 1949

### c
- nazwa dźwięku c w muzyce
- oznaczenie stałej c – prędkości światła w próżni (z łac. „celeritas”)
- liczba kardynalna oznaczająca moc zbioru liczb rzeczywistych (z łac. continuum), często oznaczana frakturą 𝔠
- centy – przedrostek SI oznaczający jedną setną (z łac. „centum”)
- oznaczenie fizyczne na kwark powabny (z ang. „charm”), cząstkę elementarną
- skrót łacińskiego wyrazu „circa” (około) stawiany przy przybliżonej dacie

### D
- symbol deuteru – stabilnego izotopu wodoru, na którego jądro składają się dwa nukleony
- często stosowane oznaczenie na dziedzinę funkcji
- dawny symbol dioptrii – jednostki zdolności skupiającej spoza układu SI
- stosowane w terminologii wojskowej oznaczenie dnia D – dnia rozpoczęcia działań
- oznaczenie fizyczne na mezon D, cząstkę złożoną
- oznaczenie skali Delisle’a, rzadko używanej skali termometrycznej
- nazwa języka programowania D
- wariantywny skrót od Deutsch-Verzeichnis – kompletnego katalogu dzieł F. Schuberta (częściej oznaczany jako „DV”)
- często stosowane oznaczenie na wymiar przestrzeni liniowej (z łac. „dimensione”)
- skrót chemiczny kwasu asparaginowego – jednego z dwudziestu standardowych aminokwasów białkowych
- kod samochodowy Niemiec zatwierdzony przez ONZ na mocy konwencji z roku 1949

### d
- nazwa dźwięku d w muzyce
- często stosowane oznaczenie na gęstość, wielkość fizyczną (z łac. „densitas”)
- decy – przedrostek SI oznaczający jedną dziesiątą (z łac. „decimus”)
- oznaczenie fizyczne na kwark dolny (z ang. „down”), cząstkę elementarną
- często stosowane oznaczenie na długość średnicy okręgu lub koła, czy też ogólnie hipersfery lub hiperkuli (z gr. „διάμετρος”)
- doba – jednostka czasu spoza układu SI

### E
- eksa – przedrostek SI oznaczający trylion (z gr. „ἑξά”)
- często stosowane oznaczenie na energię, wielkość fizyczną (z stgr. „ἐνέργεια”)
- często stosowane oznaczenie na natężenie pola elektrycznego, wielkość fizyczną
- symbol izomeru w formie trans (z niem. „entgegen”)
- wartość oczekiwana w rachunku prawdopodobieństwa, często oznaczana pogrubioną literą 𝔼
- skrót chemiczny kwasu glutaminowego – jednego z dwudziestu standardowych aminokwasów białkowych
- kod samochodowy Hiszpanii zatwierdzony przez ONZ na mocy konwencji z roku 1949

### e
- nazwa dźwięku e w muzyce
- oznaczenie stałej e – podstawy logarytmu naturalnego
- oznaczenie stałej e – ładunku elektrycznego protonu
- oznaczenie fizyczne na elektron, cząstkę elementarną
- często stosowane oznaczenie na jednostkę urojoną w wielowymiarowych algebrach nad ciałem liczb rzeczywistych
- często stosowane oznaczenie na wersor (wektor jednostkowy, unormowany) w algebrze liniowej

### F
- farad – jednostka pochodna układu SI, w której mierzy się pojemność elektryczną
- symbol fluoru, pierwiastka chemicznego
- oznaczenie stałej F – stałej Faradaya
- często stosowane oznaczenie na siłę, wielkość fizyczną (z ang. „force” siła, z łac. „fortis” mocny)
- oznaczenie skali Fahrenheita, popularnej skali termometrycznej
- wariantywny skrót od Fanna-Verzeichnis – kompletnego katalogu dzieł A. Vivaldiego (częściej oznaczany jako „FV”)
- skrót chemiczny fenyloalaniny – jednego z dwudziestu standardowych aminokwasów białkowych
- kod samochodowy Francji zatwierdzony przez ONZ na mocy konwencji z roku 1949

### f
- nazwa dźwięku f w muzyce
- femto – przedrostek SI oznaczający jedną biliardową (z duń. „femten”)
- często stosowane oznaczenie na funkcję
- często stosowane oznaczenie na częstotliwość, wielkość fizyczną

### G
- oznaczenie stałej G – stałej grawitacji
- symbol koloru zielonego jednej z barw modelu RGB (z ang. „green”)
- giga – przedrostek SI oznaczający miliard (z gr. „γίγας”)
- oznaczenie stałej G – liczby Grahama
- często stosowane oznaczenie na konduktancję (przewodność elektryczną), wielkość fizyczną
- skrót chemiczny glicyny – jednego z dwudziestu standardowych aminokwasów białkowych
- kod samochodowy Gabonu zatwierdzony przez ONZ na mocy konwencji z roku 1949

### g
- nazwa dźwięku g w muzyce
- często stosowane oznaczenie na przyspieszenie grawitacyjne planety
- często stosowane oznaczenie na funkcję
- gram – jednostka masy spoza układu SI

### H
- henr – jednostka pochodna układu SI, w której mierzy się indukcyjność i przewodność magnetyczną
- symbol wodoru, pierwiastka chemicznego (z gr. „ὕδρω γενῆς”)
- zbiór kwaternionów (od nazwiska pomysłodawcy – W. R. Hamiltona), często oznaczany pogrubioną literą ℍ
- oznaczenie fizyczne na bozon Higgsa (higgson), cząstkę elementarną
- często stosowane oznaczenie na natężenie pola magnetycznego, wielkość fizyczną
- oznaczenie stałej H – stałej Hubble’a
- skrót chemiczny histydyny – jednego z dwudziestu standardowych aminokwasów białkowych
- kod samochodowy Węgier zatwierdzony przez ONZ na mocy konwencji z roku 1949

### h
- nazwa dźwięku h w muzyce
- oznaczenie stałej h – stałej Plancka; także {\displaystyle \hbar } - stała Diraca
- hekto – przedrostek SI oznaczający sto (z gr. „ἑκατόν”)
- godzina – jednostka czasu spoza układu SI
- często stosowane oznaczenie na wysokość figury przestrzennej

### I
- symbol jodu, pierwiastka chemicznego (z gr. „ἰοειδής”)
- często stosowane oznaczenie na natężenie prądu, wielkość fizyczną
- często stosowane oznaczenie na popęd (impuls), wielkość fizyczną
- często stosowane oznaczenie na macierz identycznościową, tj. macierz funkcji identycznościowej
- skrót chemiczny izoleucyny – jednego z dwudziestu standardowych aminokwasów białkowych
- kod samochodowy Włoch zatwierdzony przez ONZ na mocy konwencji z roku 1949

### i
- oznaczenie stałej i – jednostki urojonej
- często stosowane oznaczenie na iterator lub indeks

### J
- dżul – jednostka pochodna układu SI, w której mierzy się energię (np. pracę i ciepło)
- często stosowane oznaczenie na gęstość prądu, wielkość fizyczną
- kod samochodowy Japonii zatwierdzony przez ONZ na mocy konwencji z roku 1949

### j
- wariantywne oznaczenie stałej i – jednostki urojonej
- często stosowane oznaczenie na iterator lub indeks

### K
- symbol koloru czarnego, jednej z barw modelu CMYK (ostatnia litera ang. „black”)
- kelwin – jednostka temperatury w układzie SI
- symbol potasu, pierwiastka chemicznego (z arab. „القَلْيَه”)
- oznaczenie stałej K – stałej Catalana
- oznaczenie stałej K – stałej Sierpińskiego
- oznaczenie fizyczne na kaon, cząstkę złożoną
- wariantywny skrót od Köchelverzeichnis – kompletnego katalogu dzieł W.A. Mozarta (częściej oznaczany jako „KV”)
- skrót chemiczny lizyny – jednego z dwudziestu standardowych aminokwasów białkowych
- kod samochodowy Kambodży zatwierdzony przez ONZ na mocy konwencji z roku 1949

### k
- oznaczenie stałej k – stałej Boltzmanna
- kilo – przedrostek SI oznaczający tysiąc (z gr. „χίλιοι”)

### L
- często stosowane oznaczenie na moment pędu, wielkość fizyczną
- symbol lagranżjanu, funkcji Lagrange’a
- oznaczenie stałej L – stałej Loschmidta
- skrót chemiczny leucyny – jednego z dwudziestu standardowych aminokwasów białkowych
- kod samochodowy Luksemburga zatwierdzony przez ONZ na mocy konwencji z roku 1949

### l
- oznaczenie fizyczne na leptony, cząstki elementarne
- litr – jednostka objętości spoza układu SI
- często stosowane oznaczenie na tworzącą bryły obrotowej

### M
- symbol koloru madżentowego, jednej z barw modelu CMYK
- moment siły – wielkość fizyczna (moment)
- często stosowane oznaczenie na masę, wielkość fizyczną
- mega – przedrostek SI oznaczający milion (z gr. „μέγας”)
- oznaczenie stałej M – stałej Meissela–Mertensa
- skrót chemiczny metioniny – jednego z dwudziestu standardowych aminokwasów białkowych
- kod samochodowy Malty zatwierdzony przez ONZ na mocy konwencji z roku 1949

### m
- metr – jednostka długości w układzie SI
- często stosowane oznaczenie na masę, wielkość fizyczną
- mili – przedrostek SI oznaczający jedną tysięczną (z łac. „mille”)
- często stosowane oznaczenie na liczbę naturalną

### N
- symbol azotu, pierwiastka chemicznego (z łac. „nitrogenium”)
- niuton – jednostka pochodna układu SI, w której mierzy się siłę
- nazwa skali N używanej w modelarstwie kolejowym
- zbiór liczb naturalnych, często oznaczany pogrubioną literą ℕ
- oznaczenie skali Newtona, rzadko używanej skali termometrycznej
- skrót chemiczny asparaginy – jednego z dwudziestu standardowych aminokwasów białkowych
- kod samochodowy Norwegii zatwierdzony przez ONZ na mocy konwencji z roku 1949

### n
- nano – przedrostek SI oznaczający jedną miliardową (z gr. „νᾶνος”)
- oznaczenie fizyczne na neutron, cząstkę złożoną
- często stosowane oznaczenie na liczbę naturalną

### O
- symbol tlenu, pierwiastka chemicznego (z gr. „ὀξύς γόνος”)
- zbiór oktonionów, często oznaczany pogrubioną literą 𝕆
- skrót łacińskiego wyrazu „ordo” (zakon) występujący w wielu skrótach nazw zakonów

### o
- skrót polskiego wyrazu „ojciec” (forma tytularna zakonników)

### P
- symbol fosforu, pierwiastka chemicznego (z gr. „φωσφόρος”)
- często stosowane oznaczenie na moc, wielkość fizyczną
- często stosowane oznaczenie na obwód figury płaskiej (z łac. „perimetrum”)
- peta – przedrostek SI oznaczający biliard (z gr. „πέντε”)
- wariantywny skrót od Pincherle-Verzeichnis – kompletnego katalogu dzieł A. Vivaldiego (częściej oznaczany jako „PV”)
- zbiór liczb pierwszych, często oznaczany pogrubioną literą ℙ
- skrót chemiczny proliny – jednego z dwudziestu standardowych aminokwasów białkowych
- kod samochodowy Portugalii zatwierdzony przez ONZ na mocy konwencji z roku 1949

### p
- często stosowane oznaczenie na ciśnienie, wielkość fizyczną (z łac. „presura”)
- często stosowane oznaczenie na pęd, wielkość fizyczną
- często stosowane oznaczenie na zmienną w rachunku zdań
- często stosowane oznaczenie na liczbę pierwszą
- piko – przedrostek SI oznaczający jedną bilionową (z wł. „piccolo”)
- oznaczenie fizyczne na proton, cząstkę złożoną

### Q
- często stosowane oznaczenie na ładunek elektryczny, wielkość fizyczną
- zbiór liczb wymiernych (z wł. „quoziente”), często oznaczany pogrubioną literą ℚ
- często stosowane oznaczenie na ciepło, wielkość fizyczną
- skrót chemiczny glutaminy – jednego z dwudziestu standardowych aminokwasów białkowych
- kod samochodowy Kataru zatwierdzony przez ONZ na mocy konwencji z roku 1949
- quetta – przedrostek SI oznaczający kwintylion

### q
- często stosowane oznaczenie na zmienną w rachunku zdań
- często stosowane oznaczenie na ładunek elektryczny, wielkość fizyczną
- często stosowane oznaczenie na ciepło, wielkość fizyczną
- oznaczenie fizyczne na kwarki, cząstki elementarne
- kwintal – jednostka masy spoza układu SI
- quecto – przedrostek SI oznaczający jedną kwintylionową

### R
- często stosowane oznaczenie na rezystancję (opór czynny), wielkość fizyczną
- oznaczenie stałej R – stałej gazowej
- symbol koloru czerwonego, jednej z barw modelu RGB (z ang. „red”)
- zbiór liczb rzeczywistych (z łac. „realis”), często oznaczany pogrubioną literą ℝ
- wariantywny skrót od Ryom-Verzeichnis – kompletnego katalogu dzieł A. Vivaldiego (częściej oznaczany jako „RV”)
- nazwa języka programowania R
- rentgen – jednostka dawki ekspozycyjnej promieniowania jonizującego spoza układu SI
- skrót chemiczny argininy – jednego z dwudziestu standardowych aminokwasów białkowych
- ronna – przedrostek SI oznaczający kwadryliard

### r
- często stosowane oznaczenie na długość promienia okręgu lub koła, czy też ogólnie hipersfery lub hiperkuli (z łac. „radius”)
- często stosowane oznaczenie na zmienną w rachunku zdań
- często stosowane oznaczenie na współczynnik restytucji, wielkość fizyczną
- skrót łacińskiego wyrazu „rexit” (panował) stawiany przy datach panowania władcy
- ronto – przedrostek SI oznaczający jedną kwadryliardową

### S
- simens – jednostka pochodna układu SI, w której mierzy się przewodność elektryczną
- symbol siarki, pierwiastka chemicznego
- zbiór sedenionów, często oznaczany pogrubioną literą 𝕊
- często stosowane oznaczenie na entropię, wielkość fizyczną
- często stosowane oznaczenie na pole powierzchni figury płaskiej (z łac. „superficies”)
- skrót chemiczny seryny – jednego z dwudziestu standardowych aminokwasów białkowych
- kod samochodowy Szwecji zatwierdzony przez ONZ na mocy konwencji z roku 1949

### s
- sekunda – jednostka czasu w układzie SI
- często stosowane oznaczenie na przemieszczenie, wielkość fizyczną
- oznaczenie fizyczne na kwark dziwny (z ang. „strange”), cząstkę elementarną
- często stosowane oznaczenie na naprężenie, wielkość fizyczną
- skrót łacińskiego wyrazu „sanctus” (święty) lub „sancta” (święta)

### T
- tesla – jednostka pochodna układu SI, w której mierzy się indukcję magnetyczną
- często stosowane oznaczenie na temperaturę, wielkość fizyczną
- często stosowane oznaczenie na czas, wielkość fizyczną
- tera – przedrostek SI oznaczający bilion (z gr. „τέρας”)
- symbol trytu – nietrwałego izotopu wodoru, na którego jądro składają się trzy nukleony
- skrót chemiczny treoniny – jednego z dwudziestu standardowych aminokwasów białkowych
- kod samochodowy Tajlandii zatwierdzony przez ONZ na mocy konwencji z roku 1949
- oznaczenie Wielomianów Czebyszowa (od pierwszej litery francuskiej transkrypcji nazwiska ich pomysłodawcy – Pafnutija Czebyszowa), rzadziej oznaczane literą „Ч”

### t
- często stosowane oznaczenie na czas, wielkość fizyczną
- oznaczenie fizyczne na kwark szczytowy (z ang. „top”), cząstkę elementarną
- tona – jednostka masy spoza układu SI

### U
- symbol uranu, pierwiastka chemicznego
- często stosowane oznaczenie na napięcie elektryczne, wielkość fizyczną
- U – jednostka długości spoza układu SI, stosowana w przemyśle elektronicznym

### u
- oznaczenie fizyczne na kwark górny (z ang. „up”), cząstkę elementarną

### V
- symbol wanadu, pierwiastka chemicznego (od „Vanadís”, jednego z imion nordyckiej bogini Frei)
- wolt – jednostka pochodna układu SI, w której mierzy się potencjał elektryczny, napięcie elektryczne i siłę elektromotoryczną
- często stosowane oznaczenie na objętość bryły (z łac. „volumen”)
- często stosowane oznaczenie na przestrzeń wektorową (z łac. „vector”)
- klasa wszystkich zbiorów w teorii mnogości, często oznaczany pogrubioną literą 𝕍
- skrót chemiczny waliny – jednego z dwudziestu standardowych aminokwasów białkowych
- kod samochodowy Watykanu zatwierdzony przez ONZ na mocy konwencji z roku 1949

### v
- często stosowane oznaczenie na prędkość, wielkość fizyczną
- często stosowane oznaczenie na wektor z przestrzeni liniowej

### W
- wat – jednostka pochodna układu SI, w której mierzy się moc i strumień promieniowania
- symbol wolframu, pierwiastka chemicznego
- często stosowane oznaczenie na pracę, wielkość fizyczną (z ang. „work”)
- nazwa funkcji W Lamberta
- oznaczenie fizyczne na bozon W (wuon), cząstkę elementarną
- skrót chemiczny tryptofanu – jednego z dwudziestu standardowych aminokwasów białkowych

### w
- węzeł – jednostka prędkości spoza układu SI

### X
- często stosowane oznaczenie na reaktancję (opór bierny), wielkość fizyczną
- promieniowanie X – wariantywna nazwa promieniowania rentgenowskiego
- X – jednostka długości spoza układu SI (jej symbol to „xu”)

### x
- skrót polskiego wyrazu „ksiądz” (od staropolskiego zapisu słowa „xiądz”)
- często stosowane oznaczenie na niewiadomą w matematyce, czy też ogólnie w naukach ścisłych

### Y
- symbol itru, pierwiastka chemicznego (od nazwy szwedzkiej miejscowości Ytterby)
- symbol koloru żółtego, jednej z barw modelu CMYK (z ang. „yellow”)
- jotta – przedrostek SI oznaczający kwadrylion (z gr. „οκτώ”)
- często stosowane oznaczenie na admitancję (drożność), wielkość fizyczną
- skrót chemiczny tyrozyny – jednego z dwudziestu standardowych aminokwasów białkowych

### y
- jokto – przedrostek SI oznaczający jedną kwadrylionową (z gr. „οκτώ”)
- często stosowane oznaczenie na niewiadomą w matematyce, czy też ogólnie w naukach ścisłych

### Z
- zbiór liczb całkowitych (z niem. „Zahlen”), często oznaczany pogrubioną literą ℤ
- zetta – przedrostek SI oznaczający tryliard (z fr. „sept”)
- często stosowane oznaczenie na impedancję, wielkość fizyczną
- oznaczenie fizyczne na bozon Z (zeton), cząstkę elementarną
- symbol izomeru w formie cis (z niem. „zusammen”)
- skrót chemiczny oznaczający „glutamina lub kwas glutaminowy” – wystąpienie jednego lub drugiego z dwudziestu standardowych aminokwasów białkowych
- kod samochodowy Zambii zatwierdzony przez ONZ na mocy konwencji z roku 1949

### z
- zepto – przedrostek SI oznaczający jedną tryliardową (z fr. „sept”)
- często stosowane oznaczenie na niewiadomą w matematyce, czy też ogólnie w naukach ścisłych
- często stosowane oznaczenie na przesunięcie ku czerwieni, wielkość fizyczną

## Alfabet grecki
α
- nazwa promieniowania α – jednego z rodzajów promieniowania w fizyce
- często stosowane oznaczenie na miarę kąta
- często stosowane oznaczenie na liczbę porządkową
- oznaczenie jednej z dwu stałych Feigenbauma
- oznaczenie stałej α – stałej struktury subtelnej

β
- nazwa promieniowania β – jednego z rodzajów promieniowania w fizyce
- często stosowane oznaczenie na miarę kąta
- często stosowane oznaczenie na liczbę porządkową

Γ
- nazwa funkcji gamma Eulera – rozszerzenia pojęcia silni na liczby zespolone
- często stosowane oznaczenie na proporcję przyspieszenia do siły grawitacji, wielkość fizyczną

γ
- nazwa promieniowania γ – jednego z rodzajów promieniowania w fizyce
- często stosowane oznaczenie na miarę kąta
- często stosowane oznaczenie na liczbę porządkową
- oznaczenie stałej γ – liczby przeciwnej do pochodnej funkcji gamma Eulera dla argumentu 1
- oznaczenie fizyczne na foton, cząstkę elementarną

ε
- często stosowane oznaczenie na dowolnie małą liczbę dodatnią

Δ
- często stosowane oznaczenie na wyróżnik wielomianu, np. wyróżnik funkcji kwadratowej
- często stosowane oznaczenia na nieinfinitezymalną różnicę lub zmianę wartości
- oznaczenie fizyczne na barion delta, cząstkę złożoną

δ
- oznaczenie jednej z dwu stałych Feigenbauma
- często stosowane oznaczenia na infinitezymalną różnicę lub zmianę wartości
- dawny symbol dioptrii – jednostki zdolności skupiającej spoza układu SI

ζ
- nazwa funkcji dzeta Riemanna

η
- często stosowane oznaczenie na sprawność napędu, wielkość fizyczną

θ
- często stosowane oznaczenie na miarę kąta

κ
- często stosowane oznaczenie na liczbą kardynalną
- oznaczenie stałej κ – stałej Chinczyna

Λ
- oznaczenie stałej Λ – stałej de Bruijna-Newmana
- oznaczenie stałej Λ – stałej kosmologicznej
- oznaczenie fizyczne na barion lambda, cząstkę złożoną

λ
- często stosowane oznaczenie na liczbę kardynalną
- często stosowane oznaczenie na długość geograficzną, jedną ze współrzędnych geograficznych
- często stosowane oznaczenie na długość fali, wielkość fizyczną
- często stosowane oznaczenie na skalar z ciała, w algebrze nad którym się pracuje
- często stosowane oznaczenie na wartość własną przekształcenia liniowego lub macierzy
- często stosowane oznaczenie na funkcję anonimową (nienazwaną) w rachunku lambda
- oznaczenie stosunku powietrza do paliwa w mieszance powietrzno-paliwowej (patrz sonda lambda)

μ
- często stosowane oznaczenie na liczbę kardynalną
- mikro – przedrostek SI oznaczający jedną milionową (z gr. „μικρός”)
- oznaczenie fizyczne na mion, cząstkę elementarną
- często stosowane oznaczenie na przenikalność magnetyczną, wielkość fizyczną
- często stosowane oznaczenie na magnetyczny moment dipolowy, wielkość fizyczną
- mikron – jednostka długości spoza układu SI

ν
- oznaczenie fizyczne na neutrino, cząstkę elementarną
- często stosowane oznaczenie na częstotliwość, wielkość fizyczną

Ξ
- oznaczenie fizyczne na barion ksi, cząstkę złożoną

ξ
- często stosowane oznaczenie na dowolny punkt pośredni w zadanym przedziale liczbowym

Π
- oznaczenie uogólnionego iloczynu, np. iloczynu indeksowanego liczb lub iloczynu kartezjańskiego rodziny zbiorów

π
- oznaczenie stałej π – stosunku obwodu okręgu do jego średnicy
- symbol funkcji rozkładu liczb pierwszych w zbiorze liczb naturalnych
- oznaczenie fizyczne na pion, cząstkę złożoną

ρ
- często stosowane oznaczenie na współczynnik korelacji w rachunku prawdopodobieństwa
- często stosowane oznaczenie na gęstość, wielkość fizyczną

Σ
- oznaczenie uogólnionej sumy, np. sumy indeksowanej liczb lub sumy rodziny zbiorów
- oznaczenie fizyczne na barion sigma, cząstkę złożoną

σ
- oznaczenie stałej σ – stałej promieniowania ciała doskonale czarnego
- często stosowane oznaczenie na przewodność, wielkość fizyczną

τ
- oznaczenie fizyczne na taon, cząstkę elementarną
- oznaczenie stałej τ – stosunku obwodu okręgu do jego promienia
- często stosowane oznaczenie na krakowian jednostkowy

Υ
- oznaczenie fizyczne na mezon Υ, cząstkę złożoną
- często stosowane oznaczenie na stosunek masy do światła, wielkość fizyczną

Φ
- oznaczenie strumienia indukcji magnetycznej, wielkości fizycznej

φ
- często stosowane oznaczenie na szerokość geograficzną, jedną ze współrzędnych geograficznych
- często stosowane oznaczenie na fazę przesunięcia fazowego w ruchu harmonicznym lub falowym, wielkość fizyczną
- oznaczenie stałej φ – proporcji obecnej przy złotym podziale

χ
- oznaczenie wielomianu charakterystycznego w algebrze liniowej
- często stosowane oznaczenie na podatność magnetyczną, wielkość fizyczną

ψ
- oznaczenie fizyczne na charmonium (psion), cząstkę złożoną

Ω
- często stosowane oznaczenie na przestrzeń zdarzeń elementarnych w rachunku prawdopodobieństwa
- om – jednostka pochodna układu SI, w której mierzy się opór elektryczny
- oznaczenie stałej Ω – wartość funkcji W Lamberta dla argumentu 1
- oznaczenie fizyczne na barion omega, cząstkę złożoną

ω
- często stosowane oznaczenie na prędkość kątową czy ogólnie na pulsację, wielkości fizyczne

## Cyrylica
Б
- oznaczenie Wielomianów Bernsteina (od inicjału nazwiska ich pomysłodawcy – Siergieja Bernsteina), częściej oznaczane literą „B”

Ч
- oznaczenie Wielomianów Czebyszowa (od inicjału nazwiska ich pomysłodawcy – Pafnutija Czebyszowa), częściej oznaczane literą „T”

Ш
- oznaczenie grupy Ш w geometrii algebraicznej – grupy Tate’a–Szafarewicza rozmaitości abelowej nad ciałem

## Alfabet hebrajski
א
- oznaczenie używane w skali alefów – ciągu nieskończonych liczb kardynalnych

ב
- oznaczenie używane w skali betów – ciągu nieskończonych liczb kardynalnych, otrzymywanych przy użyciu funkcji continuum

ג
- nazwa funkcji gimel – podstawowej funkcji w arytmetyce liczb kardynalnych